# Adrien Rabiot
 Adrien Thibault Marie Rabiot  (ur. 3 kwietnia 1995 w Saint-Maurice) – francuski piłkarz, występujący na pozycji pomocnika we francuskim klubie Olympique Marsylia oraz w reprezentacji Francji. Srebrny medalista Mistrzostw Świata 2022. Uczestnik Mistrzostw Europy 2020.

## Kariera klubowa
Od 2004 szkolił się w szkółce piłkarskiej US Créteil. W 2008 roku wyjechał do Anglii, gdzie trenował w Manchesterze City, po czym wrócił do swojego poprzedniego klubu. W 2009 roku przeniósł się do Pau FC, a w 2010 został zawodnikiem Paris Saint-Germain. 12 sierpnia 2012 zadebiutował w pierwszym zespole PSG w Ligue 1.
31 stycznia 2013 roku, przeszedł na zasadzie wypożyczenia do Toulouse FC.
1 lipca 2019 roku, przeszedł na zasadzie wolnego transferu do Juventusu.

## Statystyki kariery
Stan na 1 lipca 2019.
| Klub                | Sezon              | Liga | Liga | Puchar kraju | Puchar kraju | Puchar Ligi | Puchar Ligi | Europa | Europa | Pozostałe | Pozostałe | Łącznie | Łącznie |
| Klub                | Sezon              | M    | G    | M            | G            | M           | G           | M      | G      | M         | G         | M       | G       |
| ------------------- | ------------------ | ---- | ---- | ------------ | ------------ | ----------- | ----------- | ------ | ------ | --------- | --------- | ------- | ------- |
| Paris Saint-Germain | 2012/13            | 6    | 0    | 1            | 0            | 1           | 0           | 1      | 0      | —         | —         | 9       | 0       |
| Paris Saint-Germain | 2013/14            | 25   | 2    | 1            | 0            | 2           | 1           | 6      | 0      | 0         | 0         | 34      | 3       |
| Paris Saint-Germain | 2014/15            | 21   | 4    | 5            | 0            | 3           | 0           | 4      | 0      | 0         | 0         | 33      | 4       |
| Paris Saint-Germain | 2015/16            | 24   | 1    | 6            | 1            | 4           | 1           | 7      | 3      | 1         | 0         | 42      | 6       |
| Paris Saint-Germain | 2016/17            | 27   | 3    | 4            | 1            | 3           | 0           | 5      | 0      | 0         | 0         | 39      | 4       |
| Paris Saint-Germain | 2017/18            | 33   | 1    | 5            | 1            | 3           | 1           | 8      | 1      | 1         | 1         | 50      | 5       |
| Paris Saint-Germain | 2018/19            | 14   | 2    | 0            | 0            | 0           | 0           | 5      | 0      | 1         | 0         | 20      | 2       |
| Paris Saint-Germain | Total              | 150  | 13   | 22           | 3            | 16          | 3           | 36     | 4      | 3         | 1         | 227     | 24      |
| Toulouse FC (wyp.)  | 2012/13            | 13   | 1    | 0            | 0            | 0           | 0           | —      | —      | —         | —         | 13      | 1       |
| Juventus            | 2019/2020          | 0    | 0    | 0            | 0            | 0           | 0           | 0      | 0      | 0         | 0         | 0       | 0       |
| Łącznie w karierze  | Łącznie w karierze | 163  | 14   | 22           | 3            | 16          | 3           | 36     | 4      | 3         | 1         | 240     | 25      |

## Osiągnięcia

### Paris Saint-Germain
- Mistrzostwo Francji (6): 2012/13, 2013/14, 2014/15, 2015/16, 2017/18, 2018/2019
- Puchar Francji (4): 2014/15, 2015/16, 2016/17, 2017/18
- Puchar Ligi Francuskiej (5): 2013/14, 2014/15, 2015/16, 2016/17, 2017/18
- Superpuchar Francji (4): 2015, 2016, 2017, 2018

### Juventus
- Mistrzostwo Włoch (1): 2019/20
- Puchar Włoch (2): 2020/21, 2023/24
- Superpuchar Włoch (1): 2020/21

### Reprezentacja
- Wicemistrzostwo świata: 2022
- Wicemistrzostwo Europy U-19: 2013
- Liga Narodów UEFA: 2020/2021